# Les Ormes (Yonne)
Les Ormes és un municipi francès, situat al departament del Yonne i a la regió de Borgonya - Franc Comtat. L'any 2007 tenia 265 habitants.

## Demografia

### Població
El 2007 la població de fet de Les Ormes era de 265 persones. Hi havia 117 famílies, de les quals 34 eren unipersonals (17 homes vivint sols i 17 dones vivint soles), 50 parelles sense fills, 21 parelles amb fills i 12 famílies monoparentals amb fills.
La població ha evolucionat segons el següent gràfic:
Habitants censats

### Habitatges
El 2007 hi havia 173 habitatges, 119 eren l'habitatge principal de la família, 44 eren segones residències i 10 estaven desocupats. 172 eren cases i 1 era un apartament. Dels 119 habitatges principals, 99 estaven ocupats pels seus propietaris, 16 estaven llogats i ocupats pels llogaters i 4 estaven cedits a títol gratuït; 10 tenien dues cambres, 24 en tenien tres, 33 en tenien quatre i 52 en tenien cinc o més. 91 habitatges disposaven pel capbaix d'una plaça de pàrquing. A 67 habitatges hi havia un automòbil i a 46 n'hi havia dos o més.

### Piràmide de població
La piràmide de població per edats i sexe el 2009 era:
| Homes | Edats   | Dones |
| ----- | ------- | ----- |
| 0     | 95 o +  | 0     |
| 0     | 90 a 94 | 0     |
| 0     | 85 a 89 | 4     |
| 8     | 80 a 84 | 0     |
| 4     | 75 a 79 | 4     |
| 16    | 70 a 74 | 0     |
| 4     | 65 a 69 | 12    |
| 16    | 60 a 64 | 4     |
| 4     | 55 a 59 | 0     |
| 4     | 50 a 54 | 8     |
| 12    | 45 a 49 | 8     |
| 8     | 40 a 44 | 16    |
| 4     | 35 a 39 | 12    |
| 8     | 30 a 34 | 4     |
| 12    | 25 a 29 | 4     |
| 4     | 20 a 24 | 0     |
| 12    | 15 a 19 | 8     |
| 8     | 10 a 14 | 8     |
| 4     | 5 a 9   | 8     |
| 12    | 0 a 4   | 8     |

## Economia
El 2007 la població en edat de treballar era de 162 persones, 109 eren actives i 53 eren inactives. De les 109 persones actives 96 estaven ocupades (54 homes i 42 dones) i 12 estaven aturades (5 homes i 7 dones). De les 53 persones inactives 24 estaven jubilades, 10 estaven estudiant i 19 estaven classificades com a «altres inactius».

### Ingressos
El 2009 a Les Ormes hi havia 121 unitats fiscals que integraven 262,5 persones, la mediana anual d'ingressos fiscals per persona era de 18.634 €.

### Activitats econòmiques
Dels 13 establiments que hi havia el 2007, 4 eren d'empreses de construcció, 3 d'empreses de comerç i reparació d'automòbils, 1 d'una empresa d'informació i comunicació, 1 d'una empresa immobiliària i 4 d'empreses de serveis.
Dels 4 establiments de servei als particulars que hi havia el 2009, 1 era un paleta, 1 fusteria, 1 lampisteria i 1 agència immobiliària.
L'únic establiment comercial que hi havia el 2009 era una gran superfície de material de bricolatge.
L'any 2000 a Les Ormes hi havia 9 explotacions agrícoles que ocupaven un total de 380 hectàrees.

## Equipaments sanitaris i escolars
El 2009 hi havia una escola elemental integrada dins d'un grup escolar amb les comunes properes formant una escola dispersa.

## Poblacions més properes
El següent diagrama mostra les poblacions més properes.